# Roline Redmond
Roline Carmen Redmond (Paramaribo, 1949) is een Surinaams cultureel antropoloog en schrijfster.

## Levensloop
Roline Redmond is geboren in Paramaribo in Suriname. Ze woonde tot haar vijfde bij haar grootmoeder. Op haar zestiende won ze een prijs voor een essay over het belang van vrijheid. Hierin schreef ze: ‘Vrij zijn is dat wat ons tot mens maakt, en wie voor gewin een ander de vrijheid ontneemt wordt zelf minder mens’.
Op haar zeventiende vertrok ze naar Nieuw Nickerie in het westen van Suriname, om les te  geven.
Op haar negentiende kwam Redmond naar Nederland voor haar studie. Ze studeerde Culturele Antropologie, Spaans, Tekstwetenschap en Journalistiek. Na een onderbreking om les te geven aan kinderen in Saudi-Arabië, studeerde ze in 1981 af op het thema ‘Zwarte mensen in kinderboeken'. Ze koos dit onderwerp 'omdat er geen boeken waren waarin zwarte kinderen zichzelf konden herkennen' en ze wilde dat bekend werd dat er op negatieve manier over zwarte mensen geschreven werd en dat dit schadelijk is. De verkorte versie van deze scriptie, met dezelfde titel, werd een bestseller.
Redmond had een eigen onderzoeksbureau waarin ze onderzoek deed naar de multiculturele samenleving, en meer specifiek de positie van zwarte en migrantenvrouwen.
In 2022 won zij voor haar boek De Doorsons (2021) de Brusseprijs. Het jaar erop zat zij in de jury van de Brusseprijs.
Redmond gaf op 7 maart 2023 samen met coreferent Charlotte Wekker de Aletta Jacobslezing in Groningen getiteld Voormoeders, over lessen die haar voormoeders, feministische vrouwen van Suriname, haar hebben gegeven.

## Feminisme
Redmond heeft een bijzondere belangstelling voor de betekenis van rituelen en (orale) tradities in Suriname. "Voormoeders hebben een sfeer doorgegeven, en wel een van verlies en verlangen naar verbinding met verwanten." Ze liet zich inspireren door het feminisme van deze voormoeders.
Volgens Redmond hebben (zwarte) vrouwen te weinig macht verandering in de structuur van universiteiten te bewerkstelligen. Daarom koos ze voor een carrière buiten de universiteit, naar eigen zeggen omdat ze bewust was dat zwarte vrouwen aan de universiteit te maken hebben met het draaideureffect.

## De Doorsons

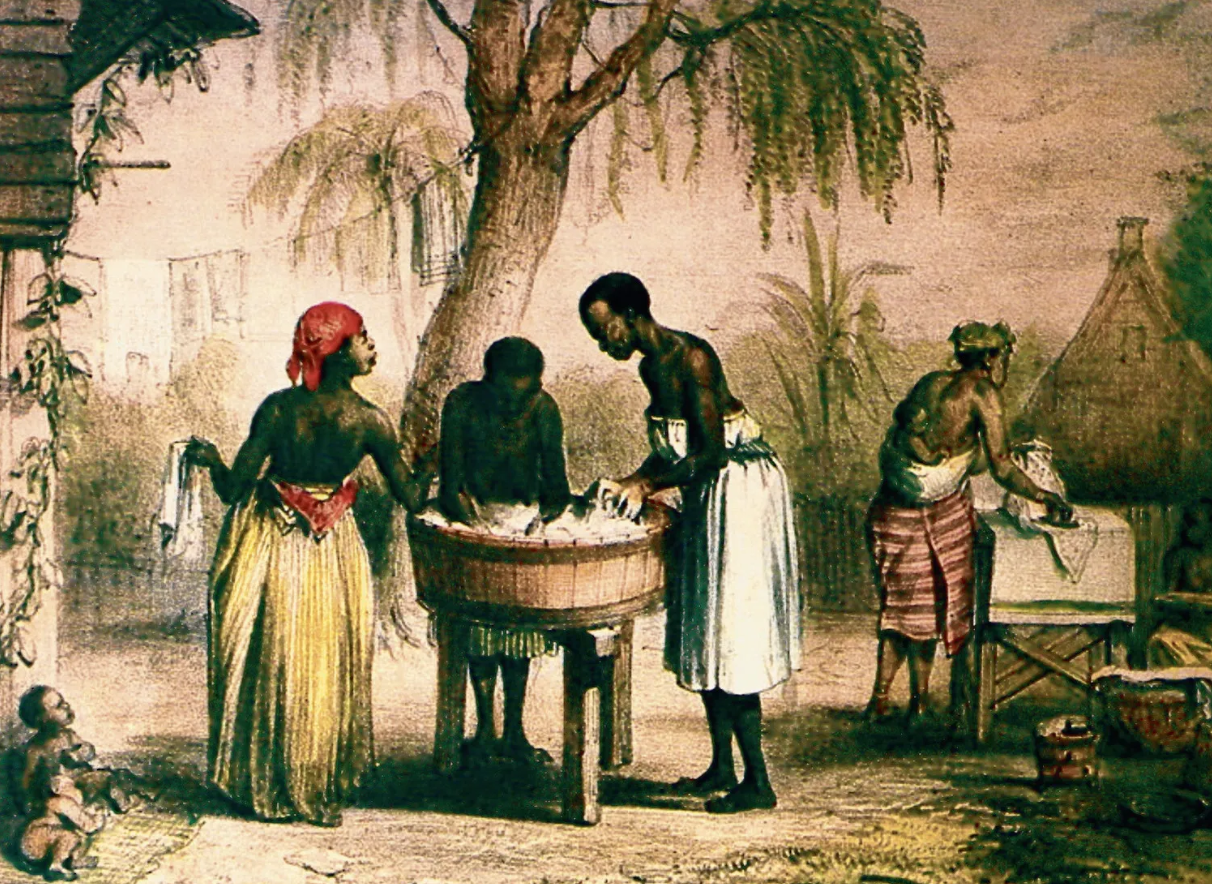
Wasvrouwen uit Suriname, een afbeelding uit het boek, oorspronkelijk in 1830 getekend door Pierre Benoit.

De Doorsons. Op zoek naar een Afro-Amerikaanse slavenfamilie in het Caribisch gebied is een twee eeuwen omspannende kroniek van een Afro-Surinaamse slavenfamilie. Redmond schreef deze in opdracht van haar moeder. Deze gaf haar twee opdrachten: het optekenen van het verhaal van haar voorouders - waarmee ze de griot van de familie werd - en het organiseren van een famiriman banya. Dit is een bijeenkomst van de uitgebreide familieclan waarbij de overledenen een stem krijgen en de lasten die zijn ontstaan uit het verleden worden weggewassen. Deze ceremonie was omstreden omdat de winti-religie door de kerk en de plantagehouders werd gezien als bijgeloof.
Redmond won met dit boek de Brusseprijs van 2022 als beste Nederlandstalige journalistieke boek. Ze kwam met dit boek ook op de shortlist van Belangrijkste boek van het jaar.